# Compactador de arquivos
Compactadores de arquivos (português brasileiro) ou compactadores de ficheiros (português europeu) são softwares especializados em gerar uma representação mais eficiente de vários arquivos dentro de um único arquivo de modo que ocupem menos espaço na mídia de armazenamento ou o tempo de transferência deles sobre uma rede seja reduzido.
Os compactadores foram muito utilizados no passado quando as mídias de armazenamento tinham preços elevados e era necessário economizar espaço para armazenamento. Atualmente (2008) o uso deles é mais voltado a transferência de arquivos pela Internet para reduzir a massa de dados a ser transferida pela rede.

## Compressão de dados
Os compactadores de arquivo utilizam algoritmos de compressão de dados sem perdas para gerar a representação mais eficiente combinando diversas técnicas conhecidas para um melhor desempenho. Uma das técnicas usadas por estes algoritmos é reduzir a redundância de seqüências de bits recorrentes contidas nos arquivos gerando uma representação que utiliza menos bits para representar estas seqüências. Um exemplo de processo para reduzir a redundância é a Codificação de Huffman.
Alguns formatos de arquivo incluem esquemas de compressão com perda de dados como os vídeos em DVD e as músicas armazenadas no formato MP3. Porém os esquemas utilizados nestes casos são diferentes dos compactadores de arquivos pois possibilitam perdas que se refletem na redução da qualidade da imagem ou do som. Esquemas com perdas não podem ser utilizados pelos compactadores pois provocariam a corrupção dos dados.

## Formatos
Cada esquema de compressão gera um formato próprio de arquivo compactado que só pode ser descompactado pelo mesmo compactador que o gerou ou por outro compactador que também seja capaz de compreender o mesmo esquema. Atualmente (2008) existem compactadores suportando uma grande variedade de esquemas de compressão disponíveis para todos os sistemas operacionais.

## Exemplos de compactadores
- ARJ
- 7zip
- B1 Free Archiver
- gzip
- tar
- Winrar
- Winzip